# Lovenjoel
Lovenjoel is een dorp in de Belgische provincie Vlaams-Brabant en een deelgemeente van Bierbeek. Lovenjoel was een zelfstandige gemeente tot aan de gemeentelijke herindeling van 1977.

## Toponymie
De dorpsnaam Lovenjoel kan worden verklaard als ‘Klein-Leuven’: het gaat hier om de Romaanse verkleinvorm Lovaniolum (afgeleid van Lovanium, Leuven). Vroeger werd de naam ook wel gespeld als Lovenjoul (gebruikelijk tot de invoering van de spelling-Marchant in 1946/47) of Louvenjoul, Lovensuel (1293), Lovengule (1185), Lovengyul (1183), Loviniol (ca. 980) enz.
Naast de verschillende varianten op Lovenjoel of Lovaniolum kreeg het dorp in het Latijn ook soms de naam Lovinium (of Lovinion, in een 12e-eeuwse kopie van een handschrift uit ca. 980). Hier is er geen sprake van een verkleinvorm, maar van een variant op Lovanium, de naam van de stad Leuven. Op sommige momenten, zoals in een tekst uit 1053, wordt zelfs zonder meer de naam Lovanium gebruikt.

## Geschiedenis
Lovenjoel lag aan de Romeinse verbindingsweg Keulen-Boulogne (de heirbaan maakte hier deel van uit). Nabij het gehucht Biest, aan de voet van de helling van de Pellenberg, werd een Romeinse begraafplaats ontdekt.
Lovenjoel is ook verbonden met de Heilige Ermelindis. De legende wil dat de ouderlijke woning aan de rand van het Bruulbos op het gehucht Ter Donk stond. Heden is daar de Sint-Ermelindiskapel en een bron. In vele Lovenjoelse gezinnen worden de meisjes naar de heilige Ermelindis genoemd.
In 1630 kreeg de familie de Spoelberch Lovenjoel in pand en vanaf 1649, na de verkoop, zelfs in definitief bezit. Het Kasteel de Spoelberch in het Groot Park kwam in 1915 in bezit van de Katholieke Universiteit Leuven. Samen met de Zusters van Liefde richtte de KU Leuven er in 1927 de neuro-psychiatrische kliniek Salve Mater op. 
Vlak na de Tweede Wereldoorlog begon in het Klein Park de bouw van het Medisch-Pedagogisch Instituut Ave Regina en later van een lagere school (buklo Ten Desselaer) en een beroepsschool (buso Ten Desselaer), een revalidatiecentrum (Levensvreugde), gespecialiseerd in de behandeling van kinderen met leerstoornissen en een CBO, centrum voor Beroepsopleiding en Begeleiding voor personen met een Handicap en een Arbeidshandicap.

## Bezienswaardigheden
- De Sint-Lambertuskerk, een neogotisch kerkgebouw naar een ontwerp van de Leuvense architect Alexander van Arenberg.
- De Heystmolen
- Het Groot Park
- Het Klein Park
- De Sint-Ermelindiskapel
- Het Kasteel de Spoelberch

## Natuur en landschap
Lovenjoel ligt aan de Molenbeek op de grens tussen Hageland en Haspengouw. De hoogte bedraagt 37-77 meter. Natuurgebieden zijn Klein Park en Groot Park in het dal van de Molenbeek, het Bruulbos en het Koebos.

## Demografische ontwikkeling
- Bronnen:NIS, Opm:1831 tot en met 1970=volkstellingen; 1976 = inwoneraantal op 31 december

## Sport
- Voetbalclub Union Lovenjoel is aangesloten bij de KBVB en is actief in de provinciale reeksen.

## Nabijgelegen kernen
Korbeek-Lo, Pellenberg, Boutersem, Neervelp
Deelgemeenten: Bierbeek · Korbeek-Lo · Lovenjoel · Opvelp

Overige plaatsen: Bremt

Belgische gemeenten · Arrondissement Leuven · Vlaams-Brabant · Vlaanderen